# André Labeylie
André Labeylie (* 30. Januar 1926 in Saint-Martin-de-Seignanx; † 31. Juli 1998 in Tarnos) war ein französischer Radrennfahrer und nationaler Meister im Radsport.

## Sportliche Laufbahn
Labeylie war Straßenradsportler. Als Amateur gewann er 1948 das Eintagesrennen Paris–Verneuil. 1949 siegte er in der nationalen Meisterschaft im Mannschaftszeitfahren und holte den Gesamtsieg in der Ungarn-Rundfahrt. In dem Etappenrennen gelang ihm ein Tageserfolg. Bei Paris-Verneuil wurde er Zweiter hinter Robert Varnajo. Im Amateurrennen der UCI-Straßen-Weltmeisterschaften wurde er 35.
1950 wurde er Berufsfahrer im Radsportteam La Perle Hutchinson und blieb bis 1954 als Radprofi aktiv. In der Tour de France 1951 kam er auf den 46. Rang.